# 2301 Whitford
2301 Whitford је астероид главног астероидног појаса чија средња удаљеност од Сунца износи 3,177 астрономских јединица (АЈ).
Апсолутна магнитуда астероида је 10,8.